# División de Honor femenina de balonmano 2012-13
La temporada 2012-13 de la División de Honor femenina de balonmano fue la 56.ª edición de la competición de Liga más importante para clubes femeninos de balonmano de España. Comenzó el fin de semana del 8 de septiembre de 2012 y finalizó el 11 de mayo de 2013.
La Real Federación Española de Balonmano fue la encargada de organizar la competición. El Balonmano Bera Bera fue el equipo que se proclamó campeón, asegurándose el título ganando a domicilio en la última jornada al Castro Urdiales.

## Clasificación
|  |     | Equipos de fútbol | Pts | PJ | G  | E | P  | GF  | GC  | Dif  |
|  | --- | ----------------- | --- | -- | -- | - | -- | --- | --- | ---- |
|  | 1.  | Bera Bera         | 47  | 26 | 23 | 1 | 2  | 804 | 546 | +258 |
|  | 2.  | Elche Mustang     | 45  | 26 | 22 | 1 | 3  | 747 | 631 | +116 |
|  | 3.  | BM. RoCasa        | 42  | 26 | 20 | 2 | 4  | 776 | 690 | +86  |
|  | 4.  | BM Alcobendas     | 38  | 26 | 18 | 2 | 6  | 731 | 652 | +79  |
|  | 5.  | Guardes           | 35  | 26 | 17 | 1 | 8  | 682 | 620 | +62  |
|  | 6.  | BM Porriño        | 27  | 26 | 12 | 3 | 11 | 679 | 665 | +14  |
|  | 7.  | León BM           | 22  | 26 | 10 | 2 | 14 | 697 | 742 | -45  |
|  | 8.  | Zuazo Barakaldo   | 20  | 26 | 8  | 4 | 14 | 642 | 684 | -42  |
|  | 9.  | C.B Mar Alicante  | 19  | 26 | 7  | 5 | 14 | 663 | 730 | -67  |
|  | 10. | Valencia Aicequip | 19  | 26 | 8  | 3 | 15 | 641 | 724 | -83  |
|  | 11. | SD Itxako         | 17  | 26 | 8  | 1 | 17 | 734 | 792 | -58  |
|  | 12. | CB Kukullaga      | 16  | 26 | 6  | 4 | 16 | 639 | 701 | -62  |
|  | 13. | Castellfefels     | 15  | 26 | 5  | 5 | 16 | 666 | 727 | -61  |
|  | 14. | Castro Urdiales   | 2   | 26 | 1  | 0 | 25 | 561 | 768 | -207 |

|  | Campeón de Liga              |
|  | Clasificación Liga Campeones |
|  | Clasificación EHF Cup        |
|  | Descendido                   |